# Наримановець (футбольний клуб)
Футбольний клуб «Наримановець» (Багат) або просто «Наримановець» — радянський узбецький футбольний клуб з міста Багат Хорезмської області.

## Хронологія назв
- 1968–1969: «Колгосп Нариманова» (Нариманов)
- 1970–1976: Наримановець Багат (Нариманов)
- 1978: Хорезм Багат (Колгосп імені Нариманова)
- 1979–1985: Наримановець Багат (Нариманов)

## Історія
Футбольний клуб «Наримановець» було засновано в містечку Багат, в Хорезмській області, в 1968 році і представляла місцевий «колгосп Нариманова».
В 1968 році дебютував у Класі «Б» середньоазійської групи Другої ліги чемпіонату СРСР. В 1970 році клуб змінив на Наримановець Багат. По завершенні сезону команда посіла високе 4-те місце, але у зв'язку з черговою реорганізацією футбольних ліг в СРСР клуб вилетів до рівня аматорських змагань. Потім клуб виступав у Чемпіонаті Узбецької РСР. У 1978 році клуб змінив назву на Хорезм Багат, і в цьому році переміг в чемпіонаті та кубку Узбецької РСР, але в наступному році повернувся до колишньої назви Наримановець Багат і знову отримав право виступи Класі «Б» середньоазійської групи Другої ліги чемпіонату СРСР. В 1985 році виступав у Другій лізі. По завершенні сезону клуб було розформовано.

## Досягнення
- Чемпіонат Узбецької РСР з футболу
  -  Чемпіон (1): 1978

- Кубок Узбецької РСР з футболу
  -  Володар (2): 1976, 1978

## Статистика виступів у Чемпіонаті СРСР
| Сезони | Ліга                    | Назва                | І  | В  | Н  | П  | ЗМ | ПМ | О  | Місце (к-ть учасн.) | Гол.тренер    | Бомбардир (голи) |
| 1968   | Клас "Б" зона Сер.Азія  | К/г ім. «Нариманова» | 42 | 8  | 9  | 25 | 42 | 74 | 25 | 20 (22)             |               |                  |
| 1969   | Клас "Б" зона Сер.Азія  | К/г ім. «Нариманова» | 46 | 14 | 11 | 21 | 36 | 52 | 39 | 18 (24)             |               |                  |
| 1970   | Клас "Б" зона Сер.Азія  | «Наримановець»       | 32 | 19 | 8  | 5  | 46 | 24 | 46 | 4 (18)              | В.Мухін       | М.Комаров (14)   |
| 1979   | 5-та зона II нижча ліга | «Наримановець»       | 46 | 17 | 8  | 21 | 49 | 64 | 42 | 17 (24)             | Г.Михайлуца   | М.Нікульков (12) |
| 1980   | Друга ліга 6-та зона    | «Наримановець»       | 36 | 15 | 4  | 17 | 37 | 43 | 34 | 11 (19)             |               | А.Жаворонков (8) |
| 1981   | Друга ліга 6-та зона    | «Наримановець»       | 40 | 15 | 9  | 16 | 60 | 47 | 39 | 14 (21)             |               | Є.Соловйов (17)  |
| 1982   | Друга ліга 7-ма зона    | «Наримановець»       | 36 | 13 | 12 | 11 | 42 | 48 | 38 | 11 (19)             | В.Пшеничников | С.Усенко (7)     |
| 1983   | Друга ліга 7-ма зона    | «Наримановець»       | 40 | 19 | 8  | 13 | 58 | 50 | 46 | 7 (21)              | В.Пшеничников | Г.Розиєв (19)    |
| 1984   | Друга ліга 7-ма зона    | «Наримановець»       | 38 | 15 | 6  | 17 | 42 | 56 | 36 | 10 (20)             | Є.Валицький   | М.Рубан (12)     |
| 1985   | Друга ліга 7-ма зона    | «Наримановець»       | 32 | 6  | 8  | 18 | 27 | 54 | 20 | 17 (17)             | В.Пшеничников | Р.Ідрісов (9)    |

## Відомі гравці
- / Вадим Абрамов
- / Олександр Іванков
- / Сергій Зірченко

## Відомі тренери
- 1968:  Микола Федорченко
- 1968–1977:  Валерій Мухін

...
- 1979:  Геннадій Михайлуца
- 1979–1980:  Олександр Іванков
- 1982–1983:  В.Пшеничников
- 1984:  Євгеній Валицький
- 1985:  В.Пшеничников

...